# Марокканцы
Марокка́нцы (араб. المغاربة‎; фр. Marocains) — арабский народ, основное население Марокко.

## Язык
Основной язык большинства населения стран Магриба — арабский, на втором месте по распространению стоит группа берберских языков с множеством диалектов.
В Марокко число людей, говорящих на арабском языке (включая население, говорящее на двух языках: одном из берберских и арабском), составляет 75 %.
Берберский язык относится к семитской группе афразийских языков и выделен в отдельную группу (Ольдерогге 1954: 142).
Французский язык для марокканцев выступает в качестве неофициального привилегированного языка, осуществляющего функцию связи королевства как с европейскими, так и со странами внутри африканского континента, а также играющего существенную роль в качестве коммуникационной основы большинства жизненно важных сфер марокканского общества.

## Религия
Вероисповедание населения Магриба и Марокко, несмотря на принятие ими ислама и арабской культуры, отлично от основной ветви ислама, несёт в себе особенности, характерные для культов доисламской эпохи. Можно предположить, что эти отличия являются наследием коренных жителей области. Для марокканского народного ислама характерны:
1. сохранение обрядности и ритуалов, характерных для раннего земледельческого общества, в частности ритуалов вызова дождя и праздников сбора урожая (подобные обряды до сих пор распространены среди арабов Алжира и Туниса). Возможно, эти отличия были вызваны распространением ислама в основном среди городского населения, и слабым представлением о нём среди сельского населения;
2. культ святых мест, деревьев и источников;
3. почитание «марабутов» — местных чудотворцев-святых;
4. вера в благодать Аллаха — «барака»;
5. широкое распространение религиозных братств (идеология этих братств заимствована из религиозно-мистических течений суфизма).

Ислам Магриба можно охарактеризовать как течение, очень близкое к суфизму. По мнению М. С. Дамилина, подобные факты доказывают, что основой формирования марокканцев стало местное автохтонное население.

## Народы Марокко

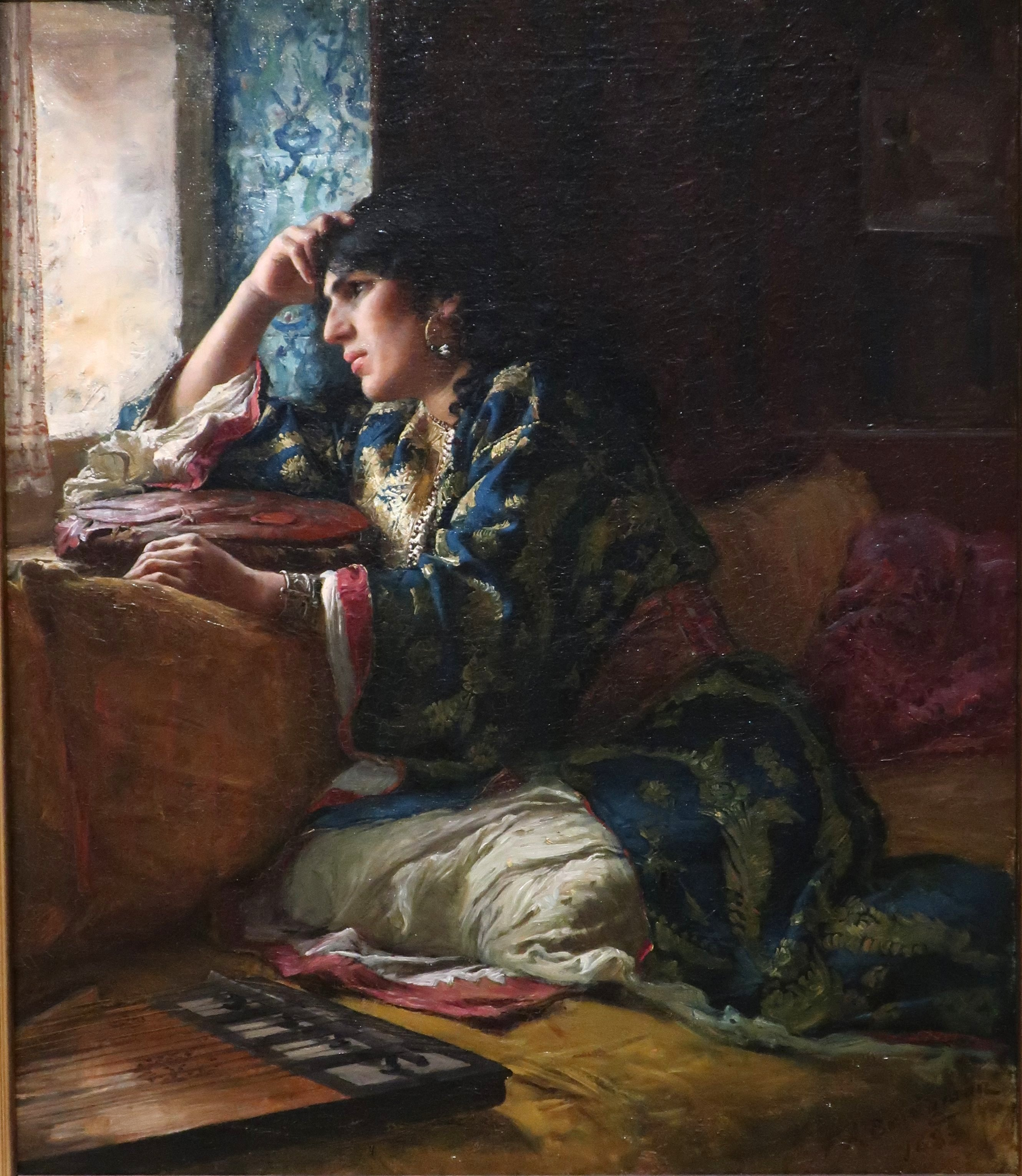
Ф. А. Бриджмен Марокканка Аиша (1890)

На территории Марокко, кроме местного арабского и берберского населения, проживает часть европейского и еврейского населения.
- Коренное население — 95 %, (из них 50 % берберов 5,8 млн человек (под определение берберов попала та часть населения, которая сохранила берберские традиции, язык и культуру, проживающая в нескольких изолированных областях),
- еврейское население — 240 тысяч человек,
- европейское население — 350 тысяч человек (делятся на две группы: тиштим, происхождение которых неясно, но возможно что они пришли вслед за арабскими завоевателями и форастерос — потомки евреев, бежавших от испанской инквизиции[3][4].

## Происхождение
Большая часть населения страны состоит из древних насельников местности — древних ливийцев, гетулов, маврусиев и др. Потомки этих народов объединены в современной антропологии под названием берберов.
Потомки арабов, пришедших с территории современных Сирии и Аравии, составляют незначительную часть населения.
Исламскую культуру на территорию страны принесли выходцы из арабских стран. Будучи малочисленными, они быстро растворились среди местного населения, и предали местному населению арабский язык, как язык Корана (хотя сейчас на территории страны как устный язык более распространён местный диалект, представляющий собой грамматически изменённый язык, в значительной степени отличающийся от арабского), и ислам как религию.
В VII—VIII веках произошла арабизация основной части населения, но некоторые изолированные берберские племена приняли ислам позднее.

## Распределение населения по территории
Большинство марроканцев проживают на территории Марокко, население которого составляет примерно 12 млн человек.
Основная масса населения Марокко проживает на равнинной части и вдоль русел рек.
Прилегающие к Сахаре части Марокко слабо заселены ввиду сложных климатических условий.
Основными районами расселения в прилегающих к Сахаре территориях являются расположенные близ оазисов поселения: Уэд-гир, Уэд-Зиз, Уэд-Драэ, Тафилельт.
Арабские племена, с древних времён занимавшиеся земледелием, проживают на самых плодородных равнинных землях Марокко.
Потомки племени хиляль заселили предгорья Атласа и степи Восточного Марокко.
Потомки племени макиль — верхнюю часть реки Мулуйа и равнинную часть Южного Атласа.
Берберские племена делятся на три группы:
1. риффские племена: гелайя, темсаман, боттова, уриагель, бану-саид. Основной район проживания — низовья реки Мулуйа.
2. берберы центрального Марокко. Основной район проживания — верховья реки Мулуйа, Себу, Дриа, вплоть до оазиса Тафилельт на юго-востоке.
3. берберы шилух. Основной район проживания — западная часть и долины Восточного Атласа и Антиатласа, а также местность южнее Марракеша[8].

Также марокканцы проживают во Франции и странах Бенилюкса. Значительная часть современного населения этих государств состоит из арабских иммигрантов и их потомков.